# Zvodno
Zvodno este o localitate din comuna Celje, Slovenia, cu o populație de 254 de locuitori.